# Per Lønning (Theologe)

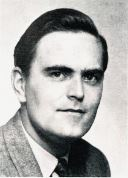
Per Lønning (vor 1959)

Per Lønning (* 24. Februar 1928 in Fana, Hordaland; † 21. August 2016 in Oslo) war ein norwegischer evangelisch-lutherischer Theologe und konservativer Politiker.

## Leben
Lønning studierte an der Universität Oslo und wurde 1951 in der Norwegischen Kirche ordiniert. Während seiner Tätigkeit als Lektor an der Lehrerhochschule in Oslo wurde er 1955 zum Dr. theol. und 1959 zum Dr. phil. promoviert. Seit 1964 Dompropst in Bergen, wurde er 1969 zum Bischof des neu errichteten Bistums Borg ernannt. 1975 legte er aus Protest gegen die Liberalisierung des Rechts auf Schwangerschaftsabbruch sein Amt nieder. Nach einem Jahr als Gastprofessor an der Universität Aarhus wurde er 1977 Dozent, später Professor für Theologiegeschichte an der Universität Oslo. Von 1981 bis 1987 nahm er eine Forschungsprofessur am Ökumenischen Institut des Lutherischen Weltbundes in Straßburg wahr. Im Jahr 1987 wurde Lønning mit großer Mehrheit zum Bischof des Bistums Bjørgvin (Bergen) gewählt. Das Vertrauen der Wahlberechtigten ermöglichte ihm, die Ernennung durch die Regierung anzunehmen, obwohl das Abtreibungsrecht unverändert war. Er amtierte bis zu seiner Emeritierung im Jahr 1994.
Auch im Ruhestand nahm Lønning intensiv an öffentlichen Debatten teil. So unterstützte er die Opposition gegen das norwegische Gesetz zur Gleichstellung der gleichgeschlechtlichen Ehe von 2008 und strebte gemeinsam mit anderen eine Klage beim Europäischen Gerichtshof für Menschenrechte an. Daneben dichtete und komponierte er zahlreiche Kirchenlieder.
Als Abgeordneter der konservativen Partei Høyre war Lønning von 1958 bis 1965 Mitglied des norwegischen Parlaments.
Seit 1978 war Lønning Mitglied der Norwegischen Akademie der Wissenschaften und seit 1987 Mitglied der Kongelige Norske Videnskabers Selskab. 2001 wurde er zum Kommandeur des Sankt-Olav-Ordens ernannt.
Der Theologe Inge Lønning war sein jüngerer Bruder, der Onkologe Per Eystein Lønning und der Mathematiker Jan Tore Lønning sind seine Söhne.

## Schriften (Auswahl)
- „Samtidighedens Situation“. En studie i Søren Kierkegaards kristendomsforståelse. 1954 (Diss. theol.)
- Hva er kristendom?. 1955 (und weitere Auflagen)
- Tro og tanke efter Blaise Pascal. En idéhistorisk studie. 1958 (Diss. phil.)
- The dilemma of contemporary theology. Pre-figured in Luther, Pascal, Kierkegaard, Nietzsche. Oslo 1962
- Vandring gjennom fasten. 1963 (4. Aufl. 2000; englisch: Pathways of the Passion; daily meditations for the Lenten season. Minneapolis 1965)
- Off the beaten path. New York 1966
- Til Borg fra Bergen. 1971 (Autobiographie)
- Abtreibung: Testfall der Sozialethik. Gießen 1976
- Cet effrayant pari – une «pensée» pascalienne et ses critiques. Paris 1980
- Der begreiflich Unergreifbare. „Sein Gottes“ und modern-theologische Denkstrukturen. Göttingen 1986
- Creation – An Ecumenical Challenge. Macon (USA)/Louvain 1989
- Kristen tro – tradisjon og oppbrudd. 1989
- Fundamentalisme – Ord til fordømmelse, ord til fordummelse? En begrepshistorisk undersøkelse. Bergen 1997
- Jeg tror – Funderinger langs veikanten. 1998
- Guds hus er eit under. 16 salmer med melodier. 1999
- Virkelig fri. Kristen tro og aktuell livsorientering. Kristiansand 2000
- Is Christ a Christian? On interreligious Dialogue and intrareligious Horizon. Göttingen 2002
- Sursum corda. 15 tekster og melodier. 2002
- Vi er Guds barn og bilde. Lovsang i lydisk toneart. 2004
- Gratias Deo. 20 salmer. 2006